# Robert Gradmann

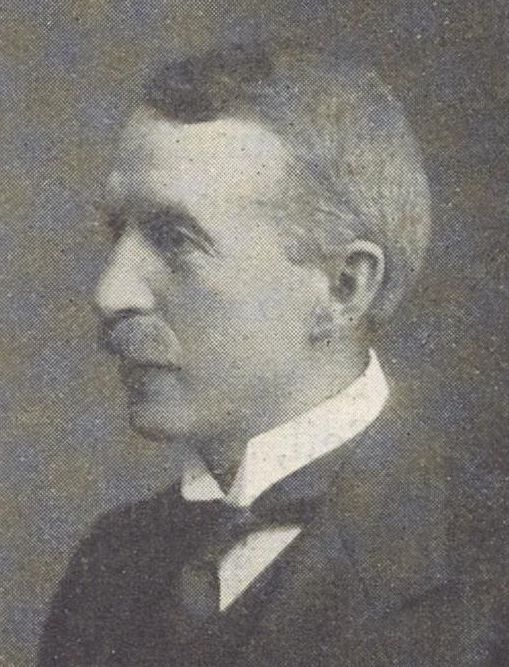
Robert Gradmann

Robert Julius Wilhelm Gradmann (* 18. Juli 1865 in Lauffen am Neckar; † 16. September 1950 in Sindelfingen) war ein deutscher Pfarrer, Geograph, Botaniker und Landeskundler.

## Leben und Wirken
Robert Gradmann war ein Sohn des Kaufmanns Gustav Adolf Gradmann und dessen Base Pauline Hörlin, er hatte drei Geschwister. Die Familie zog nach Stuttgart, wo er das Dillmann-Realgymnasium in Stuttgart besuchte. Er bestand das Landexamen und wurde 1879 Schüler im Evangelischen Seminar Maulbronn, doch  statt nach zwei Jahren die Ausbildung planmäßig in Blaubeuren fortzusetzen, besuchte er das Eberhard-Ludwigs-Gymnasium in Stuttgart und legte dort die Reifeprüfung ab. Aus gesundheitlichen Gründen konnte er den Wehrdienst vermeiden und studierte von 1883 bis 1887 Theologie am Evangelischen Stift in Tübingen. Seit Beginn seiner Studienzeit 1883 war er Mitglied der Tübinger Königsgesellschaft Roigel (1933–1935 Tübinger Burschenschaft Roigel). Seine Verlobte wurde die Tübinger Gastwirtstochter Julie Tritschler, die er 1891 heiraten konnte. Er wurde nach Vikariaten in Öhringen und Kuchen 1891 Stadtpfarrer in Forchtenberg. In dieser Zeit beschäftigte er sich mit der Botanik und veröffentlichte Aufsätze zur Flora Württembergs. Auf Anregung von Eugen Nägele, dem Vorsitzenden des Schwäbischen Albvereins, begann er, einen Pflanzenführer der Schwäbischen Alb zu verfassen: Mit dem daraus entstandenen Werk Das Pflanzenleben der Schwäbischen Alb wurde Gradmann 1898 an der Universität Tübingen ohne Botanik-Studium promoviert.
1909 habilitierte sich Gradmann in Geographie zum Thema Getreidebau im deutschen und römischen Altertum. In dieser Zeit arbeitete er als vierter Bibliothekar in der Universitätsbibliothek Tübingen. Sein wissenschaftliches Interesse galt unter anderem den Zusammenhängen zwischen Boden, Klima, Vegetation und Siedlungsgeschichte, woraus er seine „Steppenheidetheorie“ entwickelte, die für die historische Kulturlandschaftsforschung richtungsweisend war.
1919 erhielt Gradmann drei Rufe auf Lehrstühle der Geographie. Er wählte den Lehrstuhl an der Universität Erlangen, wo seine Forschungsschwerpunkte in den Arbeitsrichtungen Pflanzengeographie, Siedlungsgeographie und der Geomorphologie lagen. Seine 1931 erschienene Landeskunde von Süddeutschland gilt als mustergültig und wurde bis in die 1980er-Jahre mehrfach unverändert nachgedruckt. In Erlangen betreute Gradmann die Doktorarbeit von Walter Christaller über Die Zentralen Orte in Süddeutschland. Im Jahr 1925 wurde Gradmann zum Mitglied der Leopoldina gewählt.
Von 1922 bis 1929 war Gradmann Vorsitzender der Zentralkommission für wissenschaftliche Landeskunde in Deutschland sowie Herausgeber der Forschungen zur Deutschen Landes- und Volkskunde. Zudem war er von 1931 bis 1933 Vorsitzender des Zentralausschusses des Deutschen Geographentages.

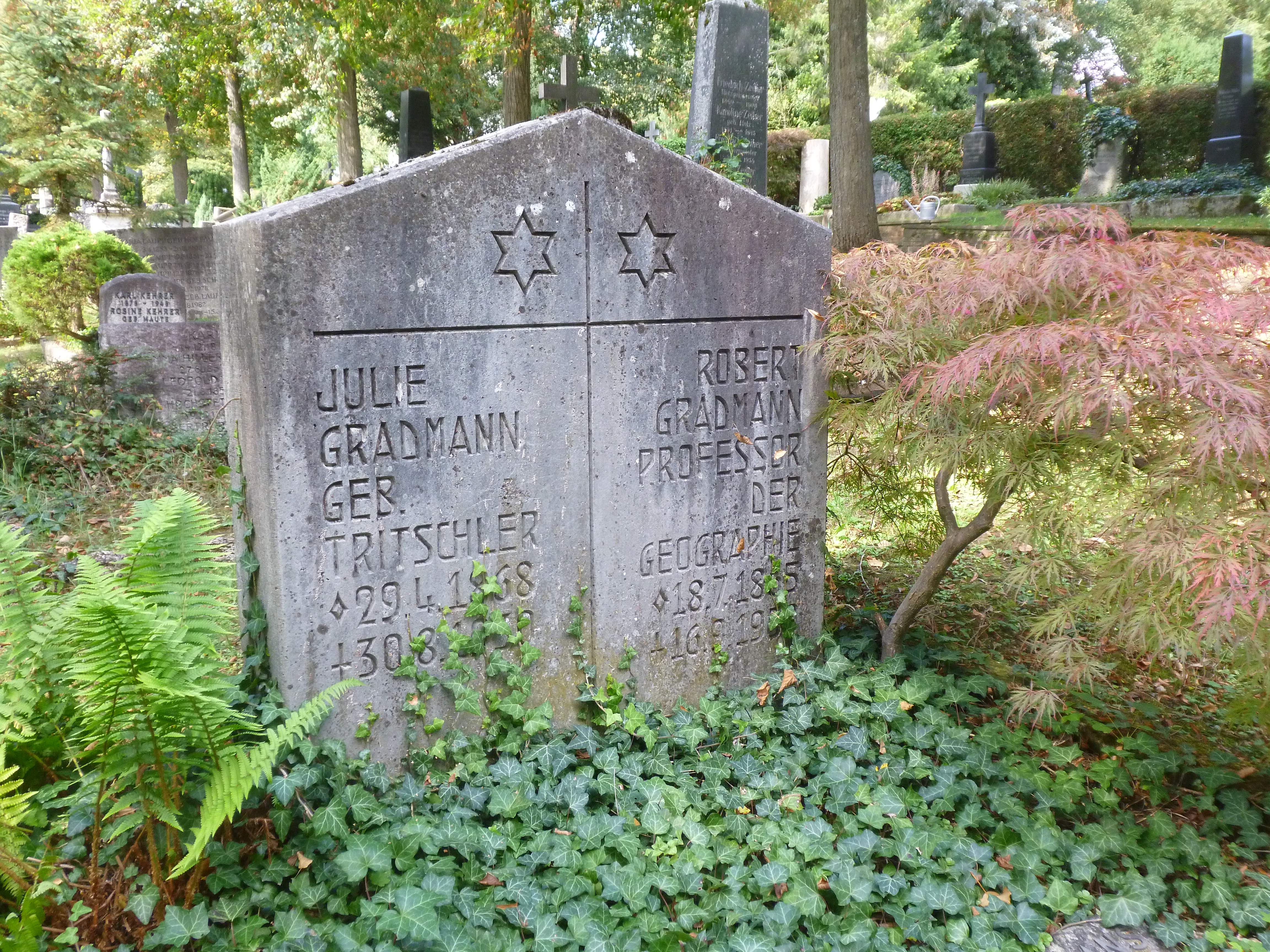
Stadtfriedhof Tübingen

An der Universität Erlangen war Gradmann unter anderem auch Dekan der Philosophischen Fakultät und von 1925 bis 1926 Rektor. Gradmann wurde 1934 emeritiert. Seine letzten Lebensjahre verbrachte er in Tübingen und Sindelfingen. Er ist der Vater des Botanikers Hans Gradmann und der Großvater des Physikers Ulrich Gradmann und des Biophysikers Dietrich Gradmann sowie von Hans Hirzel und Susanne Hirzel, die während des Zweiten Weltkrieges zur Widerstandsgruppe „Weiße Rose“ im Dritten Reich gehörten.

## Ehrungen
- 1935: Ehrenmitglied des Vereins für vaterländische Naturkunde in Württemberg[4]
- 1939: Ehrenmitglied des Bundes für Heimatschutz in Württemberg und Hohenzollern[5]
- 1941: Ehrendoktorwürde (D. phil. h.c.) der Universität Tübingen
- 1965: Stiftung der der Robert-Gradmann-Medaille als Wissenschaftspreis aus Anlass des 100. Geburtstages

## Schriften

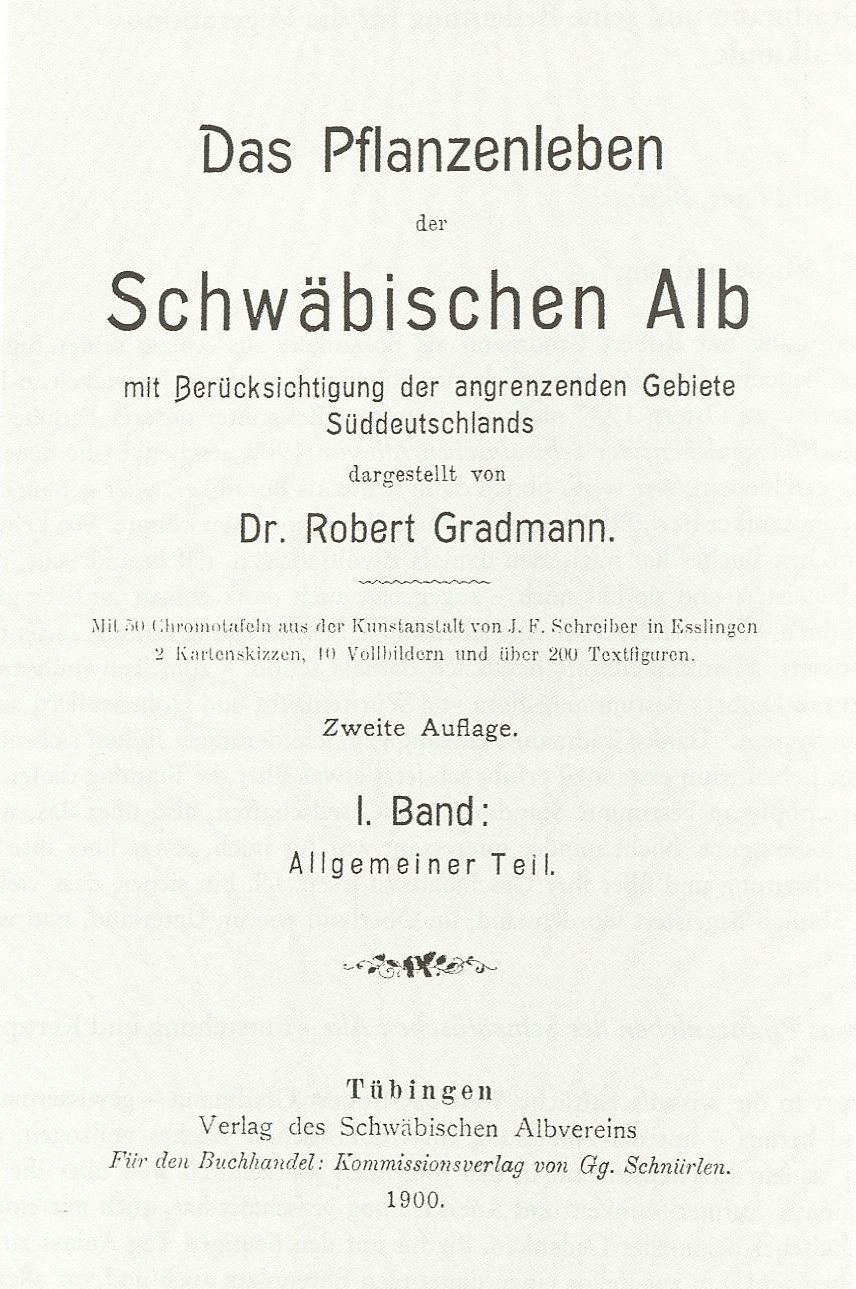
Das Pflanzenleben der Schwäbischen Alb (1900)

- Der Getreideanbau im deutschen und römischen Altertum. Costenoble, Jena 1909.
- Der Wegzeiger. In: Württembergische Studien. Festschrift zum 70. Geburtstag von Professor Eugen Nägele. Silberburg-Verlag, Stuttgart 1926, S. 243–249.
- Süddeutschland. Engelhorn, Stuttgart 1931. Nachdruck: Wissenschaftliche Buchgesellschaft, Darmstadt, ISBN 3-534-00124-9.
  - Band 1: Allgemeiner Teil
  - Band 2: Die einzelnen Landschaften
- Das Pflanzenleben der Schwäbischen Alb. 4. Auflage. Schwäbischer Albverein, Stuttgart 1950.
  - Band 1: Pflanzengeographische Darstellung
  - Band 2: Die Flora der Schwäbischen Alb
- Lebenserinnerungen. W. Kohlhammer Verlag, Stuttgart 1965.

Online verfügbare Aufsätze:
- Ueber das Ordnungswort im alphabetischen Katalog. In: Zentralblatt für Bibliothekswesen. Bd. 25 (1908), H. 7, S. 289–302 (Digitalisat)

- Pfahlbauten und Klimaschwankungen. In: Schriften des Vereins für Geschichte des Bodensees und seiner Umgebung. Bd. 69 (1949/50), S. 11–26 (Digitalisat)

## Literatur

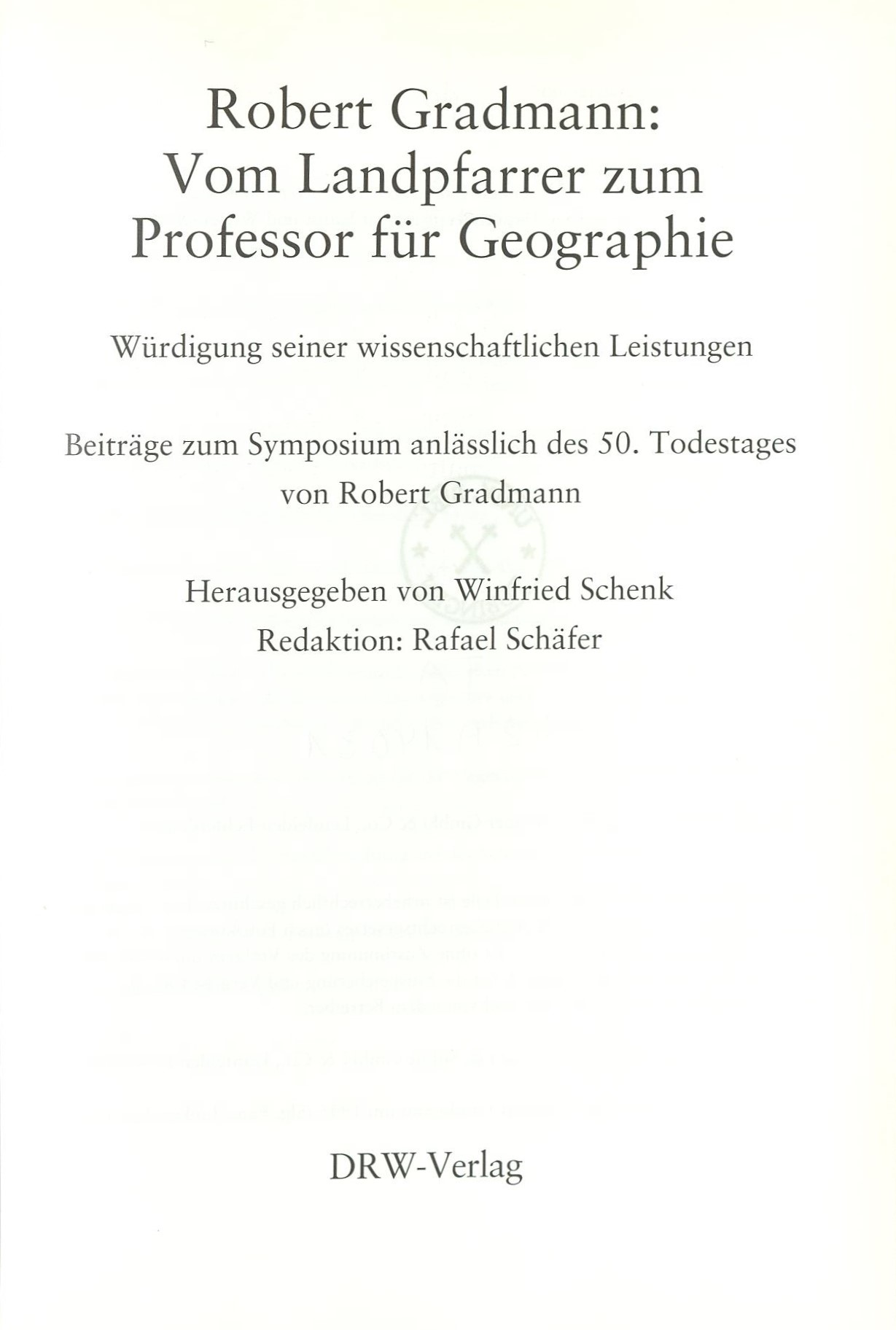
Symposium 2002